# Gejjelagatta, Lingsugur
Gejjelagatta là một làng thuộc tehsil Lingsugur, huyện Raichur, bang Karnataka, Ấn Độ.